# Futuropolis (maison d'édition)
Pour les articles homonymes, voir Futuropolis (homonymie).
Futuropolis  est une maison d'édition de bandes dessinées fondée en 1974 par Étienne Robial et Florence Cestac, qui privilégie depuis l'origine la création d'auteur. Cédée en 1988 aux Éditions Gallimard, l'ancienne maison d'édition, d'abord ralentie après le départ de Robial en 1994, est activement relancée en 2004 d'abord en partenariat avec Soleil Productions, puis uniquement par Gallimard. L'Association, lors de sa fondation en 1990, s'est réclamée de l'esprit de Futuropolis.

## Historique

### Avant la maison d'édition, une librairie
Avant de devenir une maison d'édition, Futuropolis a d'abord été une librairie spécialisée en bande dessinée (établie au 130 rue du Théâtre dans le 15e arrondissement de Paris), créée par Robert Roquemartine et baptisée en hommage à Futuropolis, bande dessinée de science-fiction créée par Pellos. Il s'agissait alors de l'une des rares librairies parisiennes de bande dessinée.
La librairie publiait aussi un fanzine, Comics 130, dont un numéro hors-série de 1971 consacré aux Aventures potagères du Concombre masqué de Nikita Mandryka.
Rachetée par Étienne Robial et Florence Cestac en 1972, la librairie devient vraiment une maison d'édition avec la publication de son premier livre en 1974. Après la publication de La bête est morte ! en 1977, l'équipe de Robial et Cestac revend la librairie - qui change alors de nom - pour se consacrer pleinement à l'édition.

### L'ère Cestac-Robial: de 1974 à 1994

Logo de 1972 à 1988.

En 1974 les premières publications des Éditions Futuropolis sont la redécouverte de Calvo (Patamousse en 30 x 40), Popeye de Segar, Krazy Kat de George Herriman ou encore La Véritable Histoire du soldat inconnu de Tardi. Au fur et à mesure du développement de la « marge » de l'époque (née des revues L'Écho des savanes, Métal Hurlant, Fluide glacial, etc.), Futuropolis étend son activité de distributeur.
Lancement de la collection Copyright, qui rend hommage aux grands auteurs de la bande dessinée en 1980, puis de la collection X en 1985.
En rééditant les bandes de l'âge d'or américain (Charlie Chan, Terry et les Pirates) dans la collection Copyright, en sortant des livres portant uniquement le nom de leurs auteurs (collection 30x40, de son format) ou en dénichant les jeunes talents d'alors (Jean-Christophe Menu, Götting, Stanislas, Petit-Roulet, Denis Jourdin, Bazooka, Edmond Baudoin, Frank, Golo, Chauzy), Futuropolis s'est fait le chantre d'une bande dessinée d'art, en privilégiant aussi bien la qualité du fond que la forme luxueuse des ouvrages. Futuropolis est également associé au travail de maquette d'Étienne Robial, qui favorise la sobriété.

Logo de 1988 à 2004.

À la fin des années 1980, la structure connaît des difficultés, tout comme l'ensemble du secteur de la bande dessinée avec notamment l’arrêt des revues phares Le Journal Tintin et Pilote. En 1987 le festival international de la bande dessinée d'Angoulême réalise une rétrospective, Robialopolis, sur Étienne Robial. En 1988, Futuropolis trouve un financement avec l'entrée au capital des Éditions Gallimard qui deviennent actionnaires majoritaires. Quelques classiques de la NRF ressortent en grand format, illustrés par les auteurs de la maison (Götting illustre Kafka, Tardi s'empare de Céline). Courant 1989, Florence Cestac quitte Futuropolis pour se consacrer à son travail d’autrice.
En 1994, alors que l'activité éditoriale de Futuropolis s'est considérablement ralentie, Étienne Robial quitte la maison d'édition qu'il avait fondée, 488 ouvrages ont été publiés sous sa direction.

### Renouveau à partir de 2004
Gallimard maintient l'activité tout en cherchant activement un successeur à Étienne Robial. Après différentes rencontres, le projet retrouve vie une première fois en 1999 avec la parution de La Débauche, de Jacques Tardi et Daniel Pennac. Suit La Boîte Noire de Jacques Ferrandez et Tonino Benacquista.
Mais c'est en 2004 que Gallimard peut annoncer le redémarrage du label et son alliance avec Soleil Productions, un éditeur toulonnais, jusqu'ici connu pour le succès de Lanfeust de Troy, et de bandes dessinées presque exclusivement de genre (hormis le Petit Polio de Farid Boudjellal).
Les premiers titres de son catalogue reparaissent à partir septembre 2005 : Blutch (C'était le bonheur), David B. (Les Complots nocturnes) et Nicolas de Crécy (Période glaciaire en coédition avec le Musée du Louvre). Depuis, sous la direction éditoriale de Sébastien Gnaedig, Futuropolis publie une quarantaine de titres par an autour d'un axe éditorial reposant sur l'histoire, la littérature, les arts, le documentaire ou le roman graphique.

## Premières collections de Futuropolis
- 30/40
- Copyright
- X, collection dirigée par Jean-Marc Thévenet
- Gros Nez
- H2O
- Hic et Nunc
- Marracas
- Nouvelle

## Coéditions avec les musées

### Musée du Louvre
Futuropolis coédite plusieurs bandes dessinées avec le musée du Louvre autour de ses œuvres ou de ses murs :
- 2005 : Période glaciaire, Nicolas de Crécy  (ISBN 2-7548-0006-9)
- 2006 : Les Sous-sols du révolu, Marc-Antoine Mathieu  (ISBN 2-7548-0050-6)
- 2008 : Aux heures impaires, Éric Liberge  (ISBN 978-2-7548-0168-3)
- 2009 : Le Ciel au-dessus du Louvre, Bernar Yslaire et Jean-Claude Carrière  (ISBN 978-2-7548-0095-2)
- 2010 : Rohan au Louvre, Hirohiko Araki  (ISBN 978-2-7548-0362-5)
- 2011 : Un enchantement, Christian Durieux  (ISBN 978-2-7548-0608-4)
- 2012 : La Traversée du Louvre, David Prudhomme  (ISBN 978-2-7548-0785-2) Prix de la ville de Genève pour la bande dessinée, catégorie International  - Prix Nouvelle République 2012
- 2012 : Les Fantômes du Louvre, Enki Bilal  (ISBN 978-2-7548-0819-4)
- 2013 : Le Chien qui louche, Étienne Davodeau  (ISBN 978-2-7548-0853-8)
- 2013 : L'Art du chevalement, Loo Hui Phang (scénario), Philippe Dupuy (dessin)  (ISBN 978-2-7548-0958-0)
- 2014 : Les Gardiens du Louvre, Jirô Taniguchi  (ISBN 978-2-7548-1015-9)
- 2015 : L'Île Louvre, Florent Chavouet  (ISBN 978-2-75481-010-4)
- 2016 : Le Cheval qui ne voulait plus être une œuvre d'art, Olivier Supiot  (ISBN 978-2-75607-932-5)
- 2016 : Les Rêveurs du Louvre, collectif  (ISBN 978-2-7548-2124-7)
- 2018 : Mujirushi ou Le Signe des rêves de Naoki Urasawa, 2 volumes  (ISBN 978-2-7548-2577-1 et 978-2-7548-2581-8)
- 2019 : Une maternité rouge de Christian Lax  (ISBN 978-2-75481-660-1)
- 2222 : Atan des cyclades. Itinéraire d'un jeune sculpteur de Judith Vanistendael  (ISBN 978-2-75483-285-4)

### Musée d'Orsay
En 2014, le musée d'Orsay coédite sa première bande dessinée avec Futuropolis, qui mentionne sur sa notice de l'album : « À l’instar de celle qui existe avec le Louvre, une nouvelle collection est initiée avec le musée d’Orsay, et c’est Catherine Meurisse qui l’inaugure. »
- 2014 : Moderne Olympia, Catherine Meurisse  (ISBN 978-2-7548-0976-4)
- 2015 : Les Variations d'Orsay, Manuele Fior  (ISBN 978-2-7548-1409-6)

### Monographie
- Florence Cestac, La Véritable Histoire de Futuropolis, Dargaud, 2007 (ISBN 978-2-205-05911-3). Bande dessinée.
- Étienne Robial (préf. François Vié), Robialopolis : Aventures d'auteurs dans l'univers graphique et technique d'une maison d'édition, Paris, Futuropolis, 1987 (BNF 36651056). Catalogue de l'exposition homonyme présentée lors du festival d'Angoulême 1987.
- Gilles Verlant (dir.) et Étienne Robial, Canal+ de bande dessinée, Paris, Canal+, 1996 (BNF 35843971).

### Articles
Études
- « Cestacopolis », dans Neuvième Art, vol. 14, Cité internationale de la bande dessinée et de l'image, janvier 2008 (ISBN 9782907848343, présentation en ligne), p. 64-109.
  - Florence Cestac (interviewée), Christian Rosset et Jean-Pierre Mercier, « Mettre l'auteur en avant », Neuvième Art, no 14,‎ janvier 2008, p. 64-75.
  - Christian Rosset, « Histoire(s) de Futuropolis », Neuvième Art, no 14,‎ janvier 2008, p. 76-83.
  - Étienne Robial, « Une histoire de livres », Neuvième Art, no 14,‎ janvier 2008, p. 86-89.
  - Jean-Pierre Dionnet, « Je me souviens de Futuropolis », Neuvième Art, no 14,‎ janvier 2008, p. 90-92.
  - Jean-Christophe Menu, « Passage des Écoliers », Neuvième Art, no 14,‎ janvier 2008, p. 93-95.
  - Philippe Ghielmetti, « Une façon de vivre », Neuvième Art, no 14,‎ janvier 2008, p. 96-97.
  - Dominique Dupuis, « Promenades gourmandes chez Futuropolis », Neuvième Art, no 14,‎ janvier 2008, p. 98-99.
  - Sylvain Insergueix, « C'était comment une journée chez Futuropolis Diffusion ? », Neuvième Art, no 14,‎ janvier 2008, p. 100-101.
  - Edmond Baudoin, « Une seule image », Neuvième Art, no 14,‎ janvier 2008, p. 102-103.
  - Philippe Druillet, « Les combattants de la nouvelle culture », Neuvième Art, no 14,‎ janvier 2008, p. 104-105.
- Yves-Marie Labé, « Futuropolis, un pan d'histoire. Florence Cestac raconte cette maison d'édition iconoclaste », Le Monde,‎ 2 novembre 2007
- Patrick Gaumer, « Les labels indépendants », dans Guide totem : La BD, Larousse, 2002 (ISBN 9782035051301), p. 193-194.

Articles
- Vincent Lindon, « Futuropolis, chez Cestac », Libération,‎ 11 octobre 2007
- Étienne Robial (interviewé) et Serge Ricco, « "Nous étions jeunes et sveltes" : comment les éditions Futuropolis sont nées », L'Obs,‎ 28 janvier 2019
- Sylvain Lesage, « Futuropolis à l’heure de gallimard », sur Cité de la bande dessinée et de l'image, juillet 2015
- Étienne Robial (interviewé) et Nicolas Anspach, « Etienne Robial : « je suis profondément attaché à Futuropolis » », sur Actua BD, 23 janvier 2005
- Didier Pasamonik, « La véritable et très saincte histoire de Futuropolis », sur Actua BD, 24 août 2007
- Stéphane Bataillon, « Angoulême 2019. Futuropolis, ou le rêve d’une bande dessinée devenue adulte », La Croix,‎ 24 janvier 2019 (lire en ligne)